# ماهیچه دراز خم‌کننده شست دست
ماهیچه خم‌کننده دراز شست دست (انگلیسی: Flexor pollicis longus muscle) از ماهیچه‌های ساعد و دست است که شست دست را خم می‌کند.
سر ثابت: وسط سطح کف دستی استخوان زندزبرین
سر متحرک: سطح کف دستی پایه استخوان بند دوم شست دست
عصب‌گیری: شاخه کف دستی عصب میانی
عمل: تاکننده بندهای انگشت شست، گاهی با حضور مقاومت تاکننده مفصل استخوان کف و مچ در ناحیه شست